# Sabicea grandifolia
Sabicea grandifolia är en måreväxtart som beskrevs av Julian Alfred Steyermark. Sabicea grandifolia ingår i släktet Sabicea och familjen måreväxter. Inga underarter finns listade i Catalogue of Life.